# 빅 아이즈
《빅 아이즈》(영어: Big Eyes)는 2014년 공개된 미국의 전기 드라마 영화이다. 팀 버턴이 감독하고, 에이미 애덤스, 크리스토프 발츠 등이 출연하였다. 음악 담당은 버턴 감독의 파트너 대니 엘프먼이다.
2015년 제72회 골든 글로브상에서 애덤스가 코미디·뮤지컬 영화 부문 여우 주연상을 수상하였다.

## 출연진
- 에이미 애덤스 - 마거릿 킨 역
- 크리스토프 발츠 - 월터 킨 역
- 대니 휴스턴 - 딕 놀런 역
- 크리스틴 리터 - 디앤 역
- 제이슨 슈워츠먼 - 루번 역
- 테런스 스탬프 - 존 캐너데이 역
- 존 폴리토 - 엔리코 반두치 역
- 매들린 아서 - 제인 역
  - 딜레이니 레이 - 어린 제인 역
- 제임스 사이토 - 판사 역

## 시청 등급
- 대한민국: 12세 이상 관람가